# Al Murray's Happy Hour
Al Murray's Happy Hour est une émission de télévision anglaise de show comique diffusée du 13 janvier 2007 au 24 octobre 2008 sur ITV.